# Global Consciousness Project
Il Global Consciousness Project (GCP, chiamato anche EGG Project ) è un esperimento di parapsicologia iniziato nel 1998 come tentativo di rilevare possibili interazioni della "coscienza globale" con i sistemi fisici. Il progetto monitora una rete distribuita geograficamente di generatori di numeri casuali hardware nel tentativo di identificare output anomali correlati a risposte emotive diffuse da serie di eventi mondiali o periodi di attenzione focalizzata da un gran numero di persone. Il GCP è finanziato privatamente dall'Istituto di scienze noetiche e si descrive come una collaborazione internazionale di circa 100 ricercatori e ingegneri.
Gli scettici come Robert T. Carroll, Claus Larsen e altri hanno messo in dubbio la metodologia del Global Consciousness Project, in particolare il modo in cui i dati vengono selezionati e interpretati,   dicendo che le anomalie dei dati riportate dal progetto sono il risultato di "pattern matching" e effetto di selezione che alla fine non riescono a supportare una credenza nella parapsicologia o coscienza globale. Altri critici hanno affermato che l'accesso aperto ai dati del test "è una testimonianza dell'integrità e della curiosità delle persone coinvolte". Ma analizzando i dati dell'11 settembre 2001, May et al. ha concluso che il risultato statisticamente significativo fornito dall'ipotesi GCP pubblicata era fortuito e ha scoperto che per quanto riguarda questo particolare evento un metodo di analisi alternativo dava solo deviazioni casuali in tutto.

## Sfondo
Roger D. Nelson ha sviluppato il progetto in due decenni di esperimenti dal controverso Princeton Engineering Anomalies Research Lab (PEAR).
In un'estensione della ricerca di laboratorio che utilizza i generatori di numeri casuali hardware chiamati FieldREG, i ricercatori hanno esaminato gli output dei REG sul campo prima, durante e dopo eventi di gruppo altamente focalizzati o coerenti. Gli eventi di gruppo studiati includevano sessioni di psicoterapia, presentazioni teatrali, rituali religiosi, competizioni sportive come la Coppa del mondo di calcio e trasmissioni televisive come gli Academy Awards.
Il FieldREG è stato esteso a dimensioni globali in studi che esaminano i dati di 12 REG indipendenti negli Stati Uniti e in Europa durante una "Gaiamind Meditation" promossa dal web nel gennaio 1997, e poi di nuovo nel settembre 1997 dopo la morte di Diana, principessa del Galles. Il progetto ha affermato che i risultati suggerivano che sarebbe valsa la pena costruire una rete permanente di REG a funzionamento continuo.  Questo è diventato il progetto EGG o Global Consciousness Project.
Confrontando il GCP con PEAR, Nelson, riferendosi agli studi "sul campo" con i REG condotti da PEAR, ha affermato che il GCP ha utilizzato "esattamente la stessa procedura... applicata su scala più ampia".

## Metodologia
La metodologia del GCP si basa sull'ipotesi che eventi che suscitano emozioni diffuse o attirano l'attenzione simultanea di un gran numero di persone possano influenzare l'output dei generatori di numeri casuali in modo statisticamente significativo. Il GCP mantiene una rete di generatori di numeri casuali hardware che sono interfacciati a computer in 70 località in tutto il mondo. Il software personalizzato legge l'output dei generatori di numeri casuali e registra una prova (somma di 200 bit) una volta al secondo. I dati vengono inviati a un server a Princeton, creando un database di sequenze parallele sincronizzate di numeri casuali. Il GCP viene eseguito come un esperimento di replica, essenzialmente combinando i risultati di molti test distinti dell'ipotesi. L'ipotesi viene verificata calcolando l'entità delle fluttuazioni dei dati al momento degli eventi. La procedura è specificata da un protocollo sperimentale in tre fasi. Nella prima fase, la durata dell'evento e l'algoritmo di calcolo sono pre-specificati e inseriti in un registro formale. Nella seconda fase, i dati dell'evento vengono estratti dal database e viene calcolato un punteggio Z, che indica il grado di deviazione dall'ipotesi nulla, dall'algoritmo pre-specificato. Nella terza fase, il punteggio Z dell'evento viene combinato con i punteggi Z degli eventi precedenti per ottenere un risultato complessivo per l'esperimento.
I dispositivi remoti sono stati soprannominati Princeton Eggs, un riferimento all'elettrogaiagramma di conio, un portmanteau di elettroencefalogramma e Gaia.  I sostenitori e gli scettici si sono riferiti allo scopo del GCP come analogo al rilevamento di "un grande disturbo nella Forza ".

## Affermazioni e critiche sugli effetti degli attacchi terroristici dell'11 settembre
Il GCP ha suggerito che potrebbero essersi verificati cambiamenti nel livello di casualità durante gli attacchi dell'11 settembre 2001, quando gli aerei hanno subito il primo impatto, così come nei due giorni successivi agli attacchi.
Gli scienziati indipendenti Edwin May e James Spottiswoode hanno condotto un'analisi dei dati intorno agli attacchi dell'11 settembre e hanno concluso che non vi era alcun cambiamento statisticamente significativo nella casualità dei dati GCP durante gli attacchi e l'apparente deviazione significativa riportata da Nelson e Radin esisteva solo nel loro finestra temporale scelta.  Sono prevedibili picchi e fluttuazioni in qualsiasi distribuzione casuale dei dati e non esiste un intervallo di tempo stabilito per quanto vicino deve essere un picco a un determinato evento affinché il GCP possa affermare di aver trovato una correlazione.  Wolcotte Smith ha affermato: "Un paio di aggiustamenti statistici aggiuntivi dovrebbero essere fatti per determinare se c'è stato davvero un picco nei numeri", facendo riferimento ai dati relativi all'11 settembre 2001. Allo stesso modo, Jeffrey D. Scargle ritiene che a meno che sia l'analisi bayesiana che quella classica del valore di p siano in accordo ed entrambe mostrino gli stessi effetti anomali, il tipo di risultato proposto da GCP non sarà generalmente accettato.
Nel 2003, un articolo del New York Times concludeva: "Tutto considerato a questo punto, il mercato azionario sembra un indicatore più affidabile della risonanza emotiva nazionale, se non globale".
Nel 2007 The Age ha riferito che "[Nelson] ammette che i dati, finora, non sono abbastanza solidi da poter affermare che la coscienza globale esiste. Non è possibile, ad esempio, esaminare i dati e prevedere con precisione a cosa (se non altro) potrebbero rispondere le uova. "
Robert Matthews ha affermato che era "il tentativo più sofisticato finora" di dimostrare l'esistenza della psicocinesi, l'inaffidabilità di eventi significativi nel causare picchi statisticamente evidenti voleva dire che "l'unica conclusione emersa finora dal Global Consciousness Project è che i dati senza una teoria sono privi di significato come delle parole senza una narrazione ".